# Criorhina bomboides
Criorhina bomboides är en tvåvingeart som beskrevs av Hull 1944. Criorhina bomboides ingår i släktet pälsblomflugor, och familjen blomflugor. Inga underarter finns listade i Catalogue of Life.